# Stružje
Struzhë en albanais et Stružje en serbe latin (en serbe cyrillique : Стружје) est une localité du Kosovo située dans la commune/municipalité de Prizren et dans le district de Prizren/Prizren. Selon le recensement kosovar de 2011, elle compte 102 habitants, tous albanais.

## Démographie

### Évolution historique de la population dans la localité
| 1948 | 1953 | 1961 | 1971 | 1981 | 1991 | 2011 |
| ---- | ---- | ---- | ---- | ---- | ---- | ---- |
| 491  | 544  | 633  | 868  | 857  | 798  | 102  |

|  |